# Liste des phares de l'Île-du-Prince-Édouard

Localisation de la province de l'Île-du-Prince-Édouard

Liste des phares de la province de l'Île-du-Prince-Édouard : Cette province canadienne est la plus petite du Canada. Les aides à la navigation au Canada sont entretenues par la Canadian Coast Guard .
Un certain nombre de phares historiques ont été soigneusement restaurés. La Société des phares de l'Île-du-Prince-Édouard travaille à la promotion et à la préservation des phares de l'île . Certains sont des phares patrimoniaux (avec *) ou des édifices fédéraux du patrimoine canadien (avec ¤).

## Comté de Prince
Côte nord :
- Phare de North Cape ¤
- Phare de Big Tignish (éteint)
- Phare de Miminegash [3] (éteint)

Phare de North Cape.

- Phare de Northport (ancien) (éteint)
- Phare arrière de Northport *
- Phare de Cascumpec (démoli)
- Phare de Little Channel [4] (éteint)
- Phare du port de Malpeque (éteint)
- Phare de Fish Island [5] (éteint)
- Phare arrière de Malpeque [6]
- Phare avant de Malpeque [7]

Côte sud :

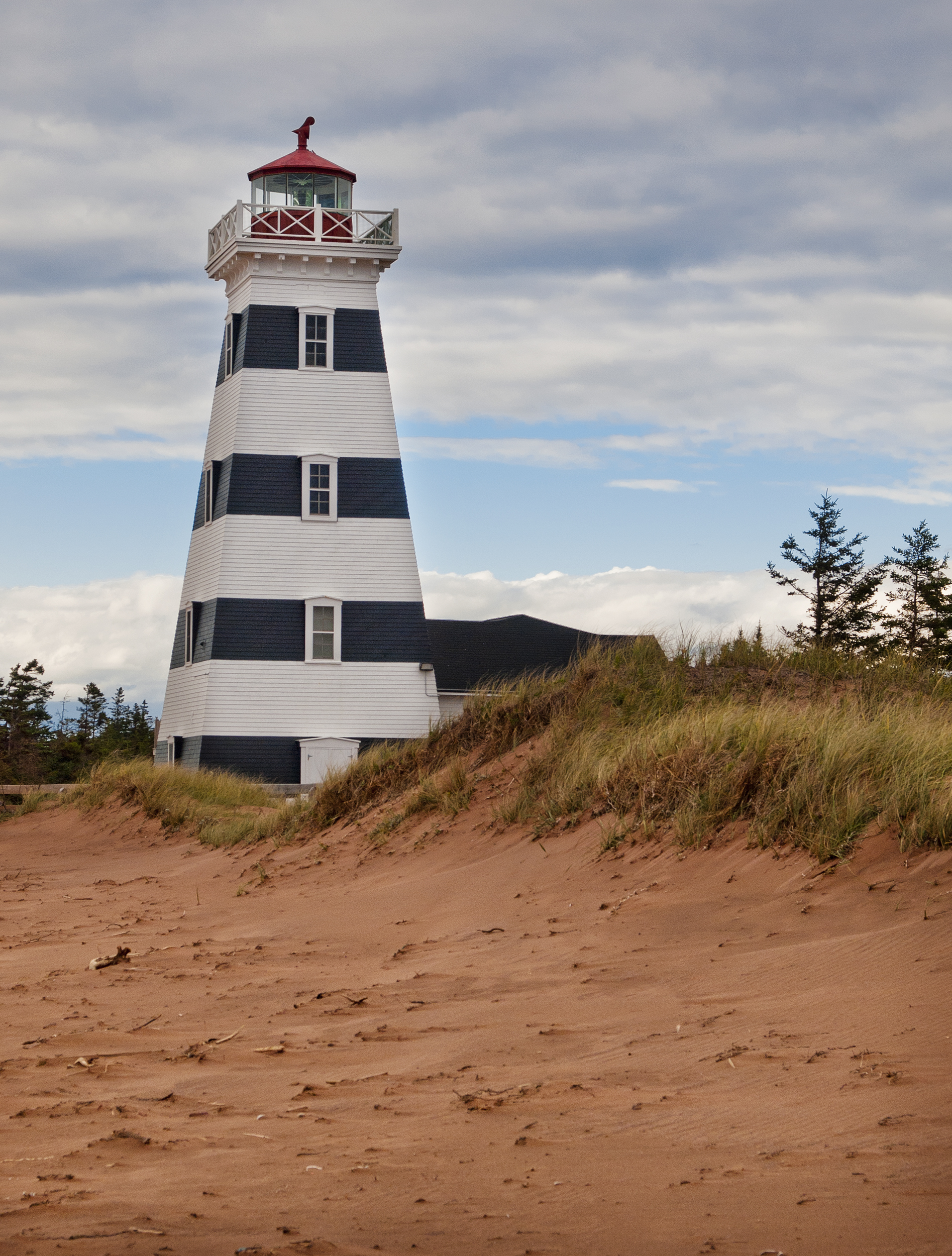
Phare de West Point.

- Phare arrière de Port Borden (éteint)
- Phare avant de Port Borden (éteint)
- Phare de Port Borden
- Phare de Seacow Head ¤
- Ancien feu arrière de Summerside[8] (éteint)
- Feu avant de Summerside [9]
- Phare d'Indian Head ¤
- Feux extérieurs de Summerside
- Phare du Cap-Egmont ¤
- Phare de West Point (Canada)
- Phare d'Howards Cove

## Comté de Queens
Côte nord :
- Phare de Cape Tryon *
- Phare de New London ¤
- Phare de North Rustico ¤
- Phare du port de Covehead *

Côte sud :
- Phare de Wood Islands ¤

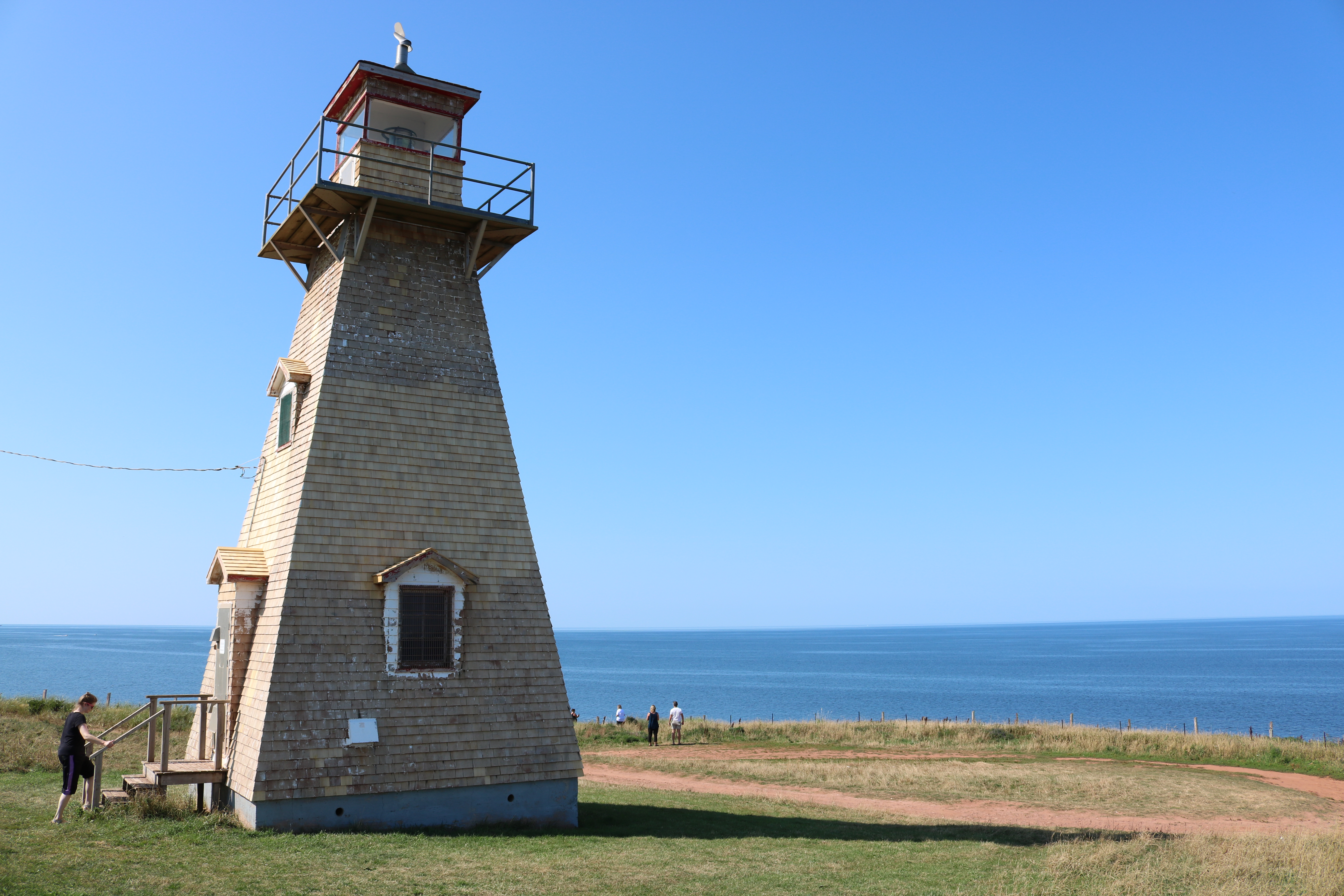
Phare de Cape Tryon.

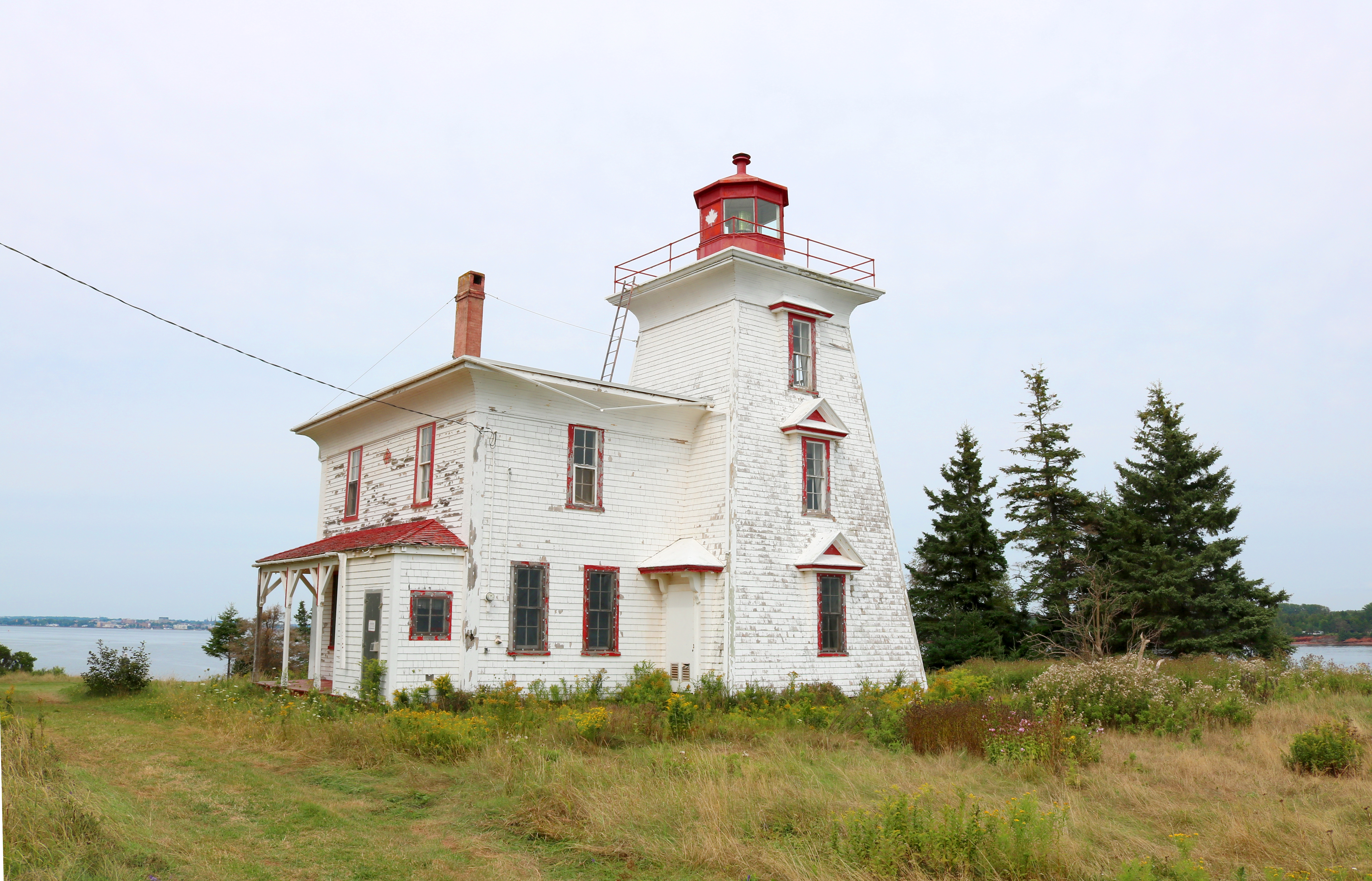
Phare de Blockhouse Point.

- Phare de Wood Islands (Range Front) (éteint)
- Phare de Wood Islands (Range Rear) (éteint)
- Phare de Point Prim *
- Brush Wharf Range Front [10] (éteint)
- Phare avant d'Haszard Point
- Phare arrière d'Haszard Point
- Phare avant de Brighton Beach *
- Phare arrière de Brighton Beach
- Phare avant de Warren Cove
- Phare arrière de Warren Cove
- Phare de Blockhouse Point ¤
- Phare de l'île St. Peters
- Phare de Leards (Range Rear) [11] (éteint)
- Phare de Leards (Range Front) [12] (éteint)

- Phare de Wrights (Range Front) [13] (éteint)
- Phare de Wrights (Range Rear) [14] (éteint)

## Comté de Kings
Côte nord :
- Phare de St. Peters (éteint) *
- Phare de Naufrage
- Phare de la Pointe Est ¤

Côte est :
- Phare de Souris ¤
- Feux directionnels d'Annandale
- Phare de Cardigan River[15] (éteint)
- Feux directionnels de Georgetown
- Phare de Panmure Head *

Phare de Panmure Head.

- Feux directionnels de Douse Point (éteint)
- Feux directionnels de Murray Harbour
- Phare du cap Bear (éteint) *